# فخاذه العليا (مسورة)

تعديل مصدري - تعديل

فخاذه العليا هي إحدى قرى عزلة بيحان الدولة بمديرية مسورة التابعة لمحافظة البيضاء، بلغ تعداد سكانها 41 نسمة حسب تعداد اليمن لعام 2004.